# Flore analytique et synoptique de l'Algérie et de la Tunisie
Flore analytique et synoptique de l'Algérie et de la Tunisie (abreviado Fl. Algerie Tunisie) es un libro con ilustraciones y descripciones botánicas que fue escrito conjuntamente por Jules Aimé Battandier y Louis Charles Trabut y publicado en París en  el año 1905.